# Борміда
Борміда (італ. Bormida, ліг. Bormia) — муніципалітет в Італії, у регіоні Лігурія, провінція Савона.
Борміда розташована на відстані близько 440 км на північний захід від Рима, 60 км на захід від Генуї, 20 км на захід від Савони.
Населення — 390 осіб (2014).
Для вирішення демографічної проблеми міста місцева влада пропонує плату €2 000 та житло €50 на місяць кожному, хто погодиться тут проживати

## Демографія
Населення за роками:

Станом на 1 січня 2023 року в муніципалітеті офіційно проживало 7 іноземців з 4 країн, серед них 3 громадяни країн Євросоюзу.

## Сусідні муніципалітети
- Каліче-Лігуре
- Каліццано
- Малларе
- Озілья
- Палларе
- Ріальто